# 小中千昭
小中千昭（日语：小中 千昭，1961年4月4日—），日本男性编剧、小说家，生于东京都，成城大学毕业。映画美学校脚本学科讲师。

## 生平
代表作是与亲弟科幻电影导演小中和哉合作的电影《くまちゃん》（同时担任音乐）、特摄《超人迪加》《超人力霸王蓋亞》、动画《玲音》等。在动画《不可思議魔法藥店》中执笔了全部剧本。
小中千昭英文名中間的是他12歲開始拍8毫米胶片電影的時候加上的，因為他覺得名字裏像西洋名字一般加上中間名，如Charles M. Schulz這樣，比較帥氣。來自教名「John（約翰）」，因其父母都信奉日本圣公会，不過他本人並非教徒。
初期主要执笔恐怖作品的剧本。在《邪願靈》等原创影像作品中，对电影导演中田秀夫和黑泽清、编剧高桥洋他们展开的「日本恐怖电影」带来较深影响。其表现手法被称为「小中理论」，在其著作《恐怖电影的魅力》中有较详细阐述。
以1996年OVA《魔法使俱乐部》为开端经常担任动画作品。
《蔭洲升を覆う影》、《超人迪加》、《奥美蒂III》、《数码宝贝大冒险02》、《The Big O》、《新機械巨神》等，在担任的作品中加入克苏鲁神话内容的很常见。另外也经常参与《女恶魔人》《怪 ayakashi》等恐怖要素强烈的动画作品。
作为麦金塔电脑爱好者也很知名。也是玩偶制作者，曾經監修由NOIX DE ROME（ノアドローム）生產，《玲音》主角岩倉玲音的人偶，亦曾與NOIX DE ROME合作製作人偶3D動畫Malice@Doll。他對音樂有豐富的知識和興趣，曾以樂隊「#3b3管弦乐团」的贝斯手身份活动，亦是BABYMETAL的愛好者，其著作《BABYMETAL試論》以17萬餘字分析BABYMETAL的表演。
2017年10月，为纪念《数码宝贝驯兽师之王》Blu-ray Box发售，以剧中登场角色名义开设了X（前Twitter）账号，后更名为「小中千昭 Chiaki J. Konaka」。

## 爭議
2021年8月1日，「数码祭2021」（DigiFes2021）朗讀劇《数码宝贝驯兽师之王2021》劇本为小中千昭所作，故事劇情描述2021年的日本情報體系正趨向高度統一，邪惡勢力以過度的政治正確逼迫所有人認同一個統一的價值觀，剝奪人民的自由意志。網路上充斥用來掩蓋事實的虛假信息，以事實核查為名義消滅和官方意見不同的聲音，「取消文化」就是這邪惡勢力最強悍的攻擊手段。隨著民間字幕組發佈的英文字幕版在歐美的傳播，引發歐美許多自認站在左派立場，支持政治正確運動的粉絲反彈，認為這是在抹黑政治正確運動，取消文化並沒有傷害到任何人的自由，只是讓他們為自己的言論負責。但是也有站在相反立場上的一群人，可能不見得自認右派，不過認為現在的政治正確風潮的確太過頭，而且強烈反對取消文化這種行為的粉絲存在。兩派開始在網路上隔空開火，最終在小中千昭的部落格發動抗議和互相攻擊。作為回應，小中千昭於8月8日發表了一份英文聲明，解釋他本來的用意，並就引起「撕裂粉絲，在粉絲之間造成對立」道歉，同時重申「自己並沒有在劇中表達特定政治立場」，但聲明文章裡並沒有為了劇本錯誤而謝罪的意思，且表示今後他不想要再觸碰這個敏感話題。

## 主要作品

### 錄影帶首映作品
- 邪願霊（日语：邪願霊）（1988年） - 編劇、配樂
- 地球防衛少女イコちゃん3 大江戸大作戦（日语：地球防衛少女イコちゃん）（1990年）
- 超人力霸王葛雷（1990年） - 原案、編劇，同時負責的映像。
- （1991年） - 劇本與横山雅志共同執筆
- （1991年）
- 真實的恐怖故事（1991年）
- （1994年）
- （1995年）
- （1996年）
- 魔法使俱樂部（1996年）
- （1996年）
- 夫妻成長日記（2002年）
- PARASITE DOLLS（日语：A.D.POLICE#PARASITE DOLLS）（2003年）

### 電影
- TARO! TOKYO魔界大戦（日语：TARO! TOKYO魔界大戦）（1991年）
- 死霊の罠2/ヒデキ（日语：死霊の罠2/ヒデキ）（1992年）
- くまちゃん（日语：くまちゃん (映画)）（1993年）
- ドライビング・ハイ!（日语：ドライビング・ハイ!）（1993年）
- DOOR III（1996年）
- THE DEFENDER（日语：THE DEFENDER）（1997年） - 原案、編劇
- 玻璃之腦（日语：ガラスの脳#映画）（2000年）
- 蛇女（2000年） - 原案、編劇
- Malice@Doll（日语：Malice@Doll）（2001年）
- 稀人（2004年） - 原案、編劇
- 楳圖一雄恐怖劇場（日语：楳図かずお恐怖劇場） 、《DEATH MAKE》（2005年）
- 镜子超人REFLEX（2006年）
- 奇諾之旅（2007年）
- 師匠系列（2016年）
- VAMP（2019年） - 原作、編劇

### 電視劇
- 奇幻世紀《屋上風景》（1990年）
- B級ホラー WARASHI!（日语：WARASHI#テレビドラマ《B級ホラー WARASHI!》）（1991年）
- ギミア・ぶれいく（日语：ギミア・ぶれいく）《インスマスを覆う影（日语：蔭洲升を覆う影）》（1992年）
- 学校の怪談（日语：学校の怪談 (テレビドラマ)）（1994年）
- （1994年）
- Alice 6（アリス・シックス）（1995年）
- （1996年）
- 超人力霸王系列
  - 超人迪加（1996年） - 主要編劇[13][14]
  - 超人力霸王蓋亞（1998年） - 劇本統籌
  - 地球保衛戰 Dark Fantasy（日语：ウルトラQ dark fantasy）（2004年）
  - 超人力霸王馬克斯（2005年）
- 報應上身（日语：エコエコアザラク）（1997年）
- （1997年）
- 通靈學園大作戰（1997年）
- （1998年） - 総合構成
- 報應上身 〜眼〜（日语：エコエコアザラク）（2004年） - 劇本統籌

### 動畫
- 奥美蒂III（1996年）
- 鐵腕女警（1996年 - 1997年）
- 鬼太郎（第4作）（日语：ゲゲゲの鬼太郎 (テレビアニメ第4シリーズ)）（1997年） - 第89集的編劇
- 吸血姬美夕（1998年） - 第20集的編劇
- 不可思議魔法藥店（日语：ふしぎ魔法ファンファンファーマシィー）（1998年） - 劇本統籌、同時執筆全劇劇本
- 玲音（1998年） - 劇本統籌、同時執筆全劇劇本
- 吹波糖危機2040（1998年） - 劇本統籌
- 餓沙羅鬼（1998年）
- 女惡魔人（1998年） - 劇本統籌
- とつぜん!ネコの国 バニパルウィット（日语：バニパルウィット 突然!猫の国）（1998年） - 劇本與なかむらたかし（日语：なかむらたかし）共同執筆
- 魔法使俱樂部（1999年） - 劇本統籌
- The Big O（1999年） - 劇本統籌
- 數碼寶貝大冒險02（2000年） - 第13集的編劇
- 破壞魔定光（2001年） - 第7集的編劇
- 數碼寶貝馴獸師之王（2001年） - 劇本統籌
- Hellsing（2001年） - 劇本統籌[15]
- 妙妙魔法屋（2001年）
- 翼神世音（2002年）
- 彩夢芭蕾（2002年）
- 小飛俠阿童木（2003年）[16]
- THE Big O second season（2003年） - 劇本統籌、同時執筆全劇劇本
- TEXHNOLYZE（日语：TEXHNOLYZE）（2003年） - 劇本統籌
- 星星公主（2003年） - 劇本統籌
- 交响诗篇（2005年） - 第16、30集的編劇
- 怪 ayakashi《四谷怪談》（2006年）
- 飛輪少年（2006年） - 劇本統籌[17]
- 物怪（2007年） - 「海坊主」、「鵺」篇編劇
- 神靈狩/GHOST HOUND（2007年） - 劇本統籌
- 新機械巨神（2007年） - 劇本統籌
- 地獄少女 三鼎（2009年） - 第20集的編劇

### 網絡劇集
- （2018年）
- （2019年）

### 遊戲
- 愛麗絲 in Cyberland（日语：ありす in Cyberland）（1996年） - 編劇
- 玲音（1998年） - 編劇
- 吸血姫夕維〜千夜抄〜（2003年） - 劇本統籌

### 散文
- 「Night Shift」@internetarchive（1997年12月 - 1999年1月、Macaroni Ammonit（日语：マカロニアンモナイト））

### 其他
- 樂勝！Hyper Doll（日语：楽勝!ハイパードール）（1995年） - 特典映像中寫實部份的編劇（同時由小中和哉執導）。
- THE・主持人（日语：THEプレゼンター）《超難解推理測驗 頭腦警察（日语：超難解推理クイズ 頭脳警察）》（1995年） - 劇本改編
- 小中千昭、小中和哉兩兄弟曾經構思過一套他們的「小中卡美拉」（電影後來採用了伊藤和典的劇本，拍成1995年的《卡美拉 大怪獸空中決戰》）[注 2]，據說[18]這份劇本後來被用在《數碼寶貝馴獸師之王》以及《小勇者們～卡美拉～》的初期構思之中。[注 3]

## 著作
- 魔法使俱樂部小説版 第1–4卷（與佐藤順一共同製作，1996年 - 1998年，富士見Fantasia文庫）
- （1997年，電擊文庫）
- lain - scenario experiments（1999年，SONY MAGAZINES（日语：ソニーマガジンズ））
- （2001年4月、德間Dual文庫（日语：徳間デュアル文庫）） - 短編小說集
  - READ ME!
  - 屍街
  - 深淵を歩くもの（日语：深淵を歩くもの）
  - 神佑
- （2003年，岩波書店） - 評論
- 稀人（2004年，角川ホラー文庫（日语：角川ホラー文庫）） - 電影《稀人》的小說版
- Despera（日语：ですぺら）（Animageにて2009年7月號連載，與中村隆太郎、安倍吉俊共同製作，德間書店）
- （2014年，河出书房新社）
- 為了繼承光 超人迪加（光を継ぐために ウルトラマンティガ，2015年，洋泉社（日语：洋泉社））
- BABYMETAL試論（2016年，アールズ出版）
- 超人迪加 致以輝煌的人們（ウルトラマンティガ 輝けるものたちへ），2019年，早川書房）

## 選集
- （1994年，学研ホラーノベルズ）——《蔭洲升を覆う影（日语：蔭洲升を覆う影）》
- 異形コレクション（日语：異形コレクション） 侵略!（1998年2月，廣済堂（日语：廣済堂出版）文庫）——
- 十二宮12幻想（2000年，艾尼克斯）——
- （2015年，角川文库）——
- （2015年，洋泉社（日语：洋泉社））——
- （2015年，角川文庫）——
- （2015年，創土社（日语：創土社））——
- （2016年，創土社）——
- （2021年6月、光文社文庫）——

## 連載
- - 發表於特攝雑誌《宇宙船（日语：宇宙船 (雑誌)）》的專欄，擇寫對自己作品同其他特攝作品的感想同解說。由1993年夏季（第65期）到1996年冬季（第75期），一共11期。

## 文獻
- . 2015-02-16. ISBN 978-4800305893 （日语）.
- . 映画秘宝（日语：映画秘宝）セレクション. 2018-03-06. ISBN 978-4800314277 （日语）.

## 注解
1. ↑  《数码宝贝驯兽师之王》Blu-ray Box发售时间为2018年4月3日。